# Mitzi Meyerson
Pour les articles homonymes, voir Meyerson.
Mitzi Meyerson est une claveciniste américaine, née dans une famille de musiciens à Chicago.

## Biographie
Elle amorce sa carrière de concertiste dans sa ville natale à l'âge de sept ans. Après avoir fait ses études universitaires à Chicago et à Oberlin, elle s'installe à Londres où elle fonde, avec Monica Huggett et Sarah Cunningham, le Trio Sonnerie, un ensemble de musique baroque.
Mitzi Meyerson compte dans sa carrière une cinquantaine d'enregistrements avec le Trio Sonnerie ou en solo. Parmi ses albums solos, il faut mentionner des enregistrements consacrés aux compositions pour le clavecin de Buxtehude, de Duphly, de Forqueray, de Le Roux, de Böhm, de Fischer et de Gottlieb Muffat. Son enregistrement du Musicalischer Parnassus de Fischer reçoit un Diapason d'Or, celui des œuvres de Gaspard Le Roux le prix « Choc » du Monde de la Musique.  En 2004 paraît un double CD réunissant des compositions de Claude Balbastre sous label Glossa. En 2014, toujours pour le même label, elle assure la partie de clavecin dans un enregistrement des sonates pour violons, op. 1, de Giovanni Battista Somis, avec Kreeta-Maria Kentala et Lauri Pulakka.
Mitzi Meyerson est aussi la fondatrice de l'ensemble « The Bottom Line », dédié au répertoire pour basse continue.
Elle est également professeur de clavecin à l'Université des arts de Berlin (Universität der Künste), la première université en Europe à offrir un cours de clavecin, un poste créé à l'origine pour Wanda Landowska. 
Mitzi Meyerson partage actuellement son temps entre l'enseignement et une intense activité de concertiste dans le monde entier.